# Morfološki stupnjevi organizacije biljaka
Prema morfološkoj diferenciranosti biljnog tela mogu da se razlikuju tri organizaciona stupnja, koji su povezani prelaznim oblicima. To su:
- protofite
- talofite
- kormofite

## Protofite
Protofite obuhvataju sve jednoćelijske biljke i rastresite ćelijske skupove, kod kojih uopšte nije došlo (ili je to učinjeno samo neznatno) do diferencijacije u vezi sa podelom rada; ovakvi ćelijski skupovi se uvek mogu raspasti u samostalne ćelijske jedinke. U ovoj grupi biljaka najniže organizacije mogu se razlikovati tri kategorije:
- jednoćelijske biljke
- cenobije
- plazmodije

### Jednoćelijske biljke
One se sastoje iz jedne ćelije bez čvrstog ćelijskog zida. Te najjednostavnije gole jednoćelijske biljke, bar u stadijumu mirovanja (a tada imaju donekle zadebljale krajeve), imaju loptast oblik. Od loptastih ćelija sastavljene su i mnogobrojne, čvrstim zidom snabdevene, bakterije i modrozelene alge, kao i najprimitivnije zidovima trajno obavijene ostale alge.

### Cenobije
Pri svakoj deobi ćelija kod jednoćelijskih biljaka dolazi do potpunog prekidanja protoplasta brazdanjem i stvaranjem novih samostalnih jedinki ćelija. Prema tome kod jednoćelijskih biljaka svaka deoba je u istom trenutku i proces razmnožavanja tih organizama.
Međutim ako ostanu jedinke kćerke i dalje međusobno povezane izlučenom galertom ili prvobitnim zajedničkim ćelijskim zidom, tada nastaju rastresiti ćelijski skupovi, označeni kao cenobije

### Plazmodije
To su gole protoplastične mase, koje sadrže mnogo jedara, a javljaju se kod sluzavih gljiva.

## Talofite
Od primitivnog oblika organizacije tokom evolucije razvile su se višećelijske biljke proste organizacije, uglavnom bez pravih tkiva i bez raščlanjenja biljnog tela na osnovne vegetativne organe (koren, stablo i list). Takvo biljno telo zove se talus, a biljke sa talusom su talofite. Protofite i talofite su adaptirane na život u vodi ili u atmosferi koja je zasićena vodenom parom.
Pravi talus je višećelijski i može nastati na dva načina: a) stapanjem ranije slobodnih pojedinačnih ćelija (agregacione veze) i b)nepotpunim odvajanjem kćerki ćelija posle ćelijske deobe (pravi višećelijski talus).

### Agregacione veze
One se javljaju kod mnogih zelenih algi. Prelaz između primitivnih mehanički povezanih ćelijskih skupova cenobija i agregacionih veza (čije su pojedine ćelije sve jednakovredne) i talusa sledećeg višeg organizacionog stupnja ( kod kojih podela rada već postoji) čine slobodno pokretljive ćelijske kolonije. Organizmi svih ovih nižih talofita mogu biti pričvršćeni za podlogu (označeni su kao bentos), ili mogu slobodno lebdeti u vodi (oni čine plankton).

### Nitasti talus
U nekim slučajevima stvara se nitasti talus zbog toga što se pri deobi sve deobna vretena orijentišu u istom smeru. Međutim pravi nitasti talus se razlikuje od ovih primitivnih po rome što su ćelije čvrsto povezane i srasle; ta se povezanost zasniva na postojanju zajedničkih ćelijskih zidova sa jamicama. U najjednostavnijim slučajevima sve ćelije nitastog talusa su jednakovredne, a rastenje se odvija jednolikom deobom svih ćelija. Mada su i jednoćelijske biljke jasno polarizovane, kod nitastog talusa polarna diferencijacija je još više izražena. U izvesnim slučajevima može doći do promene smera deobnih vretena, što dovodi do razgranjavanja ćelijskih niti. U najprostijem slučaju menja se smer ćelijske deobe u ritmičkim razmacima u samoj temenoj ćeliji: posle niza inekvalnih poprečnih deoba dolazi, sa vremena na vreme, do uzdužne ekvalne deobe koja dovodi do stvaranja dve jednakovredne temene ćelije. Kao posledia toga dolazi se u situaciju da nitasti talus dalje raste, umesto sa jednom temenom ćelijom kao dotle, sa dve jednakovredne temene ćeije. To je zapravo račvanje ili dihotomija. Jako razgranati gusti nitasti talusi mogu preplitanjem u određenim uslovima, srašćivanjem ćelijskih niti, stvoriti višeorganizovane ćelijske veze. U najjednostavnijim slučajevima preplitanja ćelija, slepljivanjem ili srašćivanjem pojedinih ćelija i ćelijskih nizova nastaje rastresito prividno tkivo, označeno kao plektenhim.  U nekim slučajevima ćelije ili ćelijski nizovi mogu biti tako zbijeni da podsećaju na pravi parenihim viših biljaka - to je pseudoparenhim.

### Tkivni talus
Mrke morske alge imaju još složenije građeni talus, gde se pojavljuju i prava tkiva, čiji se nastanak dovodi u vezu sa delovanjem jednog vegetacionog temena. U najprostijem slučaju to teme se sastoji samo od jedne velike temene ćelije, čiji potomci, nastali deobom, ostaju povezani među sobom. Kod najrazvijenijih mrkih algi dalje je napredovalo i spoljnomorfološko raščlanjenje. Naime dolazi do diferencijacije talusa na delove slične listu, stablu i korenu. Za razliku od anatomski znatno složenijih kormofita, ovi oragani na talusu nazivaju se filoid (sličan listu),kauloid (podseća na stablo) i rizoid (nalik na koren).

## Kormofite
Kormofite su biljke najviše organizacije čije je telo, kormus, diferencirano na osnovne vegetativne organe - koren, stablo i list. Kormofite su tipični predstavnici kopnenih biljaka. Pošto su životni procesi u protoplazmi mogući samo ako ima dovoljno vode, oblikovanje njihovog tela, koje se najvećim delom nalazi u vazdušnom prostoru, povezano je sa nizom vrlo krupnih promena. Osnovna i najvažnija promena išla je u smislu veće stabilizacije ekonomisanja vodom, što je postignutno impregniranjem kutinom ili suberinom spoljinih delova celuloznih ćelijskih zidova ( kutin i suberin su nepropustljivi za vodu). Na taj način od periferijskog ćelijskog sloja nastalo je kožno tkivo (epidermis), koje smanjuje transpiraciju sa često zadebljalim i kutinizovanim spoljnim zidovima. Da se razmena gasova ne bi potpuno sprečila na epidermisu su se obrazovali specijalni otvori, stome, koje se mogu otvarati i zatvarati. Dalje da bi se još stabilizovalo snabdevanje vodom došlo je do stvaranja posebnog sistema za primanje i sprovođenje vode.